# Kurt Asche
Kurt Asche (Hamburg, 11 oktober 1909 - aldaar 16 april 1998) was een Duitse officier en SS-Obersturmführer (eerste luitenant) tijdens de Tweede Wereldoorlog.

## Levensloop
Kurt Asche werd geboren in Hamburg als zoon van een meester-timmerman. Nadat hij de lagere school had doorlopen, ging hij twee jaar naar de handelsschool en voltooide hij een driejarige stage als drogist. In 1931 werd hij lid van de SA en op 1 december 1931 van de NSDAP (lidmaatschapsnummer 857.136). 
Vanaf april 1935 was hij in dienst bij de Sicherheitsdienst van de partij (SD), eerst als bewaker, later als typist. Na het begin van de oorlog was hij van 1939 tot 1940 lid van de SD-dienst in het bezette Lublin, als Referent Judenangelegenheiten. Zoals hij later tijdens zijn proces voor de rechtbank van Kiel verklaarde, waren de massale schietpartijen door Einsatzgruppen van de veiligheidspolitie en de SD hem slechts "van horen zeggen" bekend. In november 1941 werd hij in Brussel geïntroduceerd door zijn collega Theodor Dannecker, die toen Judenreferent in Parijs was. Asche was aanvankelijk ondergeschikt aan de Judenreferent Humpert. Enkele maanden later nam hij zelf de leiding van het "Judenreferat" over, tot zijn gedwongen overplaatsing in oktober 1943.
In Brussel organiseerde Asche de deportaties naar Auschwitz. Daartoe onderhield hij nauwe contacten met Adolf Eichmann, het hoofd van de 'Dienstelle Eichmann' van het hoofdbureau van de staatsveiligheid (RSHA) in Berlijn, die de gehele "Endlösung der Judenfrage" organiseerde. Hiervoor stond Asche in contact met de "Judenvereinigung" AJB (Association des Juifs en Belgique), opgericht in 1941 op bevel van de Duitse bezettingsmacht. Het was via deze organisatie dat de Holocaust werd uitgevoerd. Asche liet "Juden-Karteien" klaarmaken, om ingeschreven te worden voor zogenaamde Arbeitseinsatzbefehle, die echter een zekere dood in Auschwitz betekenden. Van de 25.000 slachtoffers overleefden er slechts enkele honderden. Asche leidde arrestatieacties tegen ondergedoken Joden, was aanwezig bij het vertrek van transporten uit het verzamelkamp Mechelen naar Auschwitz, en controleerde de naleving van "Juden-Verordnungen". Getuigen beschreven hem later als een "duivel op aarde die over leven en dood besliste". 
Asche verrijkte zich persoonlijk met de bezittingen van de Belgische Joden. Om die reden werd hij als straf in oktober 1943 overgeplaatst naar de Feltkommandantur in Gent. Op 9 mei 1944 veroordeelde een militaire rechtbank in Brussel hem voor deze overtredingen tot één jaar en vier maanden gevangenisstraf.

## Na de oorlog
Na de oorlog kon Asche zich aan legerbewaking onttrekken en terugkeren naar Duitsland. Hij nam de schuilnaam Kurt Klein aan en dook in Hamburg als bediende onder. In 1962 werd zijn ware identiteit bekend en in de jaren zeventig werd hij opgespoord en publiek aangeklaagd door Beate Klarsfeld. 
In 1975 werd hij samen met Ernst Ehlers en Constantin Canaris in beschuldiging gesteld en voor de rechter gedaagd. Ze gingen in beroep bij het Grondwettelijk Hof met het argument dat hun grondrechten geschonden werden door aan hun natuurlijke rechters in Flensburg te worden onttrokken en voor de rechtbank in Kiel gedaagd te worden. Dit werd door het Hof afgewezen. Toen het proces in 1980 kon beginnen voor een rechtbank in Kiel, bleef Asche nog alleen over: Ehler had zelfmoord gepleegd en Canaris was terminaal ziek. Op 7 juli 1981 werd hij veroordeeld tot zeven jaar gevangenisstraf. De rechtbank verklaarde dat de straf niet in evenredigheid was met de gepleegde misdaden, maar dat werd rekening gehouden met de verlopen tijd en met zijn hoge leeftijd. Zijn straf werd dan nog ingekort vanwege die leeftijd, hoewel hij, nadat hij vrijkwam, nog een aantal jaren verder leefde in Hamburg.